# Grupo Aeroportuario del Pacífico
Grupo Aeroportuario del Pacífico, S.A.B. de C.V. («Groupe aéroportuaire du Pacifique, S.A.»), connu sous le nom de GAP, est un exploitant d'aéroport mexicain basé à Guadalajara, au Mexique. Il exploite 12 aéroports dans les États de l'ouest du Mexique et 1 en Jamaïque, notamment ceux des principales villes mexicaines, Guadalajara et Tijuana, et deux destinations touristiques importantes, Los Cabos et Puerto Vallarta. Il s'agit de la deuxième plus grande société de services aéroportuaires pour le trafic passagers au Mexique. Il dessert environ 27 millions de passagers par an, dépassé seulement par l'opérateur de l'aéroport international de Mexico.
Depuis 2011, un conflit est en cours entre GAP et l'un de ses principaux actionnaires, Grupo Mexico, qui détient plus de 20% des actions et a annoncé son intention d'acquérir au moins 30% des actions. Selon les règlements de GAP, ses actionnaires ne devraient pas détenir plus de 10% des actions. En 2015, Grupo México a annoncé la réduction de sa participation dans GAP, bien que cela ne soit pas suffisant pour respecter les règles du règlement intérieur de GAP.
GAP est cotée à la bourse mexicaine et à la NYSE par le biais d’ ADR depuis 2006. Il fait partie de l'IPC, principal indice de référence de la bourse mexicaine.

## Aéroports opérationnels
| Aéroport                                                        | Ville           | État                | OACI | IATA |
| --------------------------------------------------------------- | --------------- | ------------------- | ---- | ---- |
| Aéroport international d'Aguascalientes                         | Aguascalientes  | Aguascalientes      | MMAS | AGU  |
| Aéroport international Miguel Hidalgo y Costilla de Guadalajara | Guadalajara     | Jalisco             | MMGL | GDL  |
| Aéroport international d'Hermosillo                             | Hermosillo      | Sonora              | MMHO | HMO  |
| Aéroport international de La Paz                                | La Paz          | Baja California Sur | MMLP | TOUR |
| Aéroport international Del Bajío                                | León            | Guanajuato          | MMLO | BJX  |
| Aéroport international de Los Cabos                             | Los Cabos       | Baja California Sur | MMSD | SJD  |
| Aéroport international de Los Mochis                            | Los Mochis      | Sinaloa             | MMLM | LMM  |
| Aéroport international de Playa de Oro                          | Manzanillo      | Colima              | MMZO | ZLO  |
| Aéroport international de Mexicali                              | Mexicali        | Basse Californie    | MMML | MXL  |
| Aéroport international de Morelia                               | Morelia         | Michoacán           | MMMM | MLM  |
| Aéroport international de Puerto Vallarta                       | Puerto Vallarta | Jalisco             | MMPR | PVR  |
| Aéroport international de Tijuana                               | Tijuana         | Basse Californie    | MMTJ | TIJ  |

## Histoire, objectifs et politiques
Le Grupo Aeroportuario del Pacífico (GAP) a été fondé en 1998, lorsque le système aéroportuaire mexicain a été ouvert aux investissements privés. Depuis lors, GAP a administré, exploité, entretenu et développé douze aéroports dans les régions du Pacifique et du Centre du Mexique.

## Statistiques
La société exploite les troisième, cinquième et sixième aéroports les plus importants du Mexique, respectivement les aéroports internationaux de Guadalajara, Tijuana et Los Cabos. Cependant, de nombreux aéroports exploités par GAP ont récemment subi des variations négatives en pourcentage du trafic passagers. Cela est dû à la diminution des itinéraires et des fréquences de nombreuses compagnies aériennes. Par exemple, il est important de commenter la réduction significative des opérations d’ Aviacsa dans de nombreux aéroports de la société au cours du mois d’avril et du début de l’année 2008. GAP prévoit de nouvelles baisses des activités de cette compagnie aérienne au cours de cette année, y compris l'annulation des opérations dans plusieurs de ses aéroports. Toutefois, ces liaisons n'étant pas exclusives, certains s'attendent à ce que certains des vols soient progressivement absorbés par d'autres compagnies aériennes sur le marché.
En outre, à la fin d'avril 2008, l'horaire hebdomadaire des vols exploités par des transporteurs à bas coûts avait diminué de 73 segments hebdomadaires par rapport à mars 2008, pour un total de 971 fréquences et un total de 63 liaisons exploitées par ces types de transporteurs. La baisse des fréquences est principalement due à une restructuration des liaisons et des fréquences par les compagnies aériennes, l'objectif étant d'accroître la rentabilité en raison de la forte concurrence et du coût croissant du carburant.

## Nombre de passagers

### Aéroports au Mexique
Nombre de passagers dans chaque aéroport d'ici 2018:  
| Rang  | Aéroport                                                        | Ville           | État                | Passagers  |
| ----- | --------------------------------------------------------------- | --------------- | ------------------- | ---------- |
| 1     | Aéroport international Miguel Hidalgo y Costilla de Guadalajara | Guadalajara     | Jalisco             | 14.351.600 |
| 2     | Aéroport international de Tijuana                               | Tijuana         | Basse Californie    | 7 835 100  |
| 3     | Aéroport international de Los Cabos                             | Los Cabos       | Baja California Sur | 5 249 000  |
| 4     | Licenciado Aéroport international Gustavo Díaz Ordaz            | Puerto Vallarta | Jalisco             | 4 767 100  |
| 5     | Aéroport international Del Bajío                                | León            | Guanajuato          | 2 338 800  |
| 6     | Aéroport international d'Hermosillo                             | Hermosillo      | Sonora              | 1 743 800  |
| 7     | Aéroport International Mexicali                                 | Mexicali        | Basse Californie    | 1 138 500  |
| 8     | Aéroport international de La Paz                                | La Paz          | Baja California Sur | 926 300    |
| 9     | Aéroport international d'Aguascalientes                         | Aguascalientes  | Aguascalientes      | 868 500    |
| 10    | Aéroport international de Morelia                               | Morelia         | Michoacán           | 729 600    |
| 11    | Aéroport International Los Mochis                               | Los Mochis      | Sinaloa             | 344 800    |
| 12    | Aéroport international de Playa de Oro                          | Manzanillo      | Colima              | 172 500    |
| Total |                                                                 |                 |                     | 40 465 400 |

### Aéroports hors Mexique
Nombre de passagers dans chaque aéroport d'ici 2018:  
| Aéroport                           | Ville       | Pays     | Les passagers |
| ---------------------------------- | ----------- | -------- | ------------- |
| Aéroport international de Sangster | Montego Bay | Jamaïque | 4 482 500     |